# Gymnosoma nudifrons
Gymnosoma nudifrons (лат.) — вид тахин подсемейства фазии.

## Описание
Длина тела 5 — 7,5 мм. У самцов грудь покрыта пыльцой по меньшей мере до поперечного шва среднеспинки. У самок плечевые бугорки полностью в пыльце. Пятый тергит брюшка самок красный, округлым чёрным пятном. У самцов церки слиты в единый синцерк, а у самок имеется пара пластинчатых заострённых на вершине церков. Окраска яиц коричневая. Их длина около 0,68 мм, ширина 0,33 мм, высота 0,26 мм. Поверхность яйца покрыта сверху мелкими ямками. Низ яйца вогнутый.

## Биология
Мухи встречаются на цветках растений и в траве. Паразитируют в клопах семейства настоящих щитников (Antheminia, Carpocoris, Holcostethus, Phimodera и Palomena). Самки активно разыскивают жертву в течение светлого времени суток. В наблюдениях за развитием на клопе Palomena prasina показали, что яйца тахины располагаются, обычно на спине клопа, чаще всего по краям на II—V тергитов брюшка, на границе переднеспинки и щитка, а также на крыловых чехлах. Развитие в теле клопа продолжается в течение 30 суток. Вылет мух происходит после завершения личиночного развития хозяина, когда он достигает стадии имаго.

## Распространение
Вид встречается Европе, Закавказье, Средней Азии, Казахстане, Сибири, юге Дальнего Востока и северо-востоке Китае.